# Гончарі (Новомиколаївський район)
Гончарі — село, Веселогаївська сільська рада, Новомиколаївський район, Запорізька область, Україна.
Населення за даними 1988 року становило 40 осіб.
Село ліквідовано в 1994 році.

## Географічне положення
Село Гончарі знаходилося за 1,5 км від правого берега річки Любашівка, на відстані 2 км від села Дубовий Гай. Селом протікає пересихаюче джерело зі загатою.

## Походження назви
На території України 2 населених пункти з назвою Гончарі.

## Історія
- 1994 — село ліквідовано.